# أليكس باري
أليكس باري (بالإنجليزية: Alex Barrie)‏ هو لاعب كرة قدم بريطاني (وحمل سابقاً جنسية المملكة المتحدة لبريطانيا العظمى وأيرلندا) في مركز الوسط، ولد في 18 أغسطس 1878 في المملكة المتحدة، وتوفي في 1 أكتوبر 1918 في نور في فرنسا. لعب مع نادي رينجرز ونادي سندرلاند ونادي كيلمارنوك وSt Bernard's F.C. ‏ وAbercorn F.C. ‏ وParkhead F.C. ‏.